# Borsche-Koelsch-Cinnolinsynthese
Die Borsche-Koelsch-Cinnolinsynthese ist eine Namensreaktion in der organischen Chemie. Die Reaktion ist nach ihren Entdeckern, dem deutschen Chemiker Walther Borsche (1877–1950) und dem US-amerikanischen Chemiker Charles Frederick Koelsch (1907–1999), benannt und dient der Synthese von 4-Hydroxycinnolin und 4-Hydroxy-3-alkylcinnolin aus ortho-Aminoarylketonen.

## Übersichtsreaktion
Ein ortho-Aminoarylketon 1 reagiert mit Natriumnitrit und Salzsäure unter Wasserabspaltung und Cyclisierung zu einem 4-Hydroxycinnolin 2. Alternativ kann Butylnitrit und Schwefelsäure verwendet werden. 

## Reaktionsmechanismus
Ein plausibler Ablauf der Reaktion ist folgender. Im ersten Schritt findet eine Diazotierung mit dem aus Natriumnitrit und Salzsäure gebildeten Nitrosylkation statt. Das Enol-Tautomer 3 wird gebildet und es kommt unter Protonenabspaltung zur Cyclisierung, wodurch das Keto-Tautomer des 4-Hydroxycinnolins 4 entsteht. Das Endprodukt 5 ist das stabilere Enol-Tautomer.